# Valéri Heleteï
Valéri Viktorovytch Heleteï (en ukrainien : Валерій Вікторович Гелетей), né le 28 août 1967, est un colonel général ukrainien qui a servi comme ministre de la Défense au sein du gouvernement Iatseniouk I, du 3 juillet au 14 octobre 2014,.

## Biographie
Après son service militaire il entre au ministère de l'Intérieur en 1988 comme policier et fait l'école interne d'officiers à Kiyv. En 2006 il entre dans l'administration présidentielle. En 2007 il prend la tête de du Département de la sécurité d'État de l'Ukraine (UDO) qui est une partie du Service de sécurité d'Ukraine spécialisé dans la protection des personnalités.